# Всеїдні

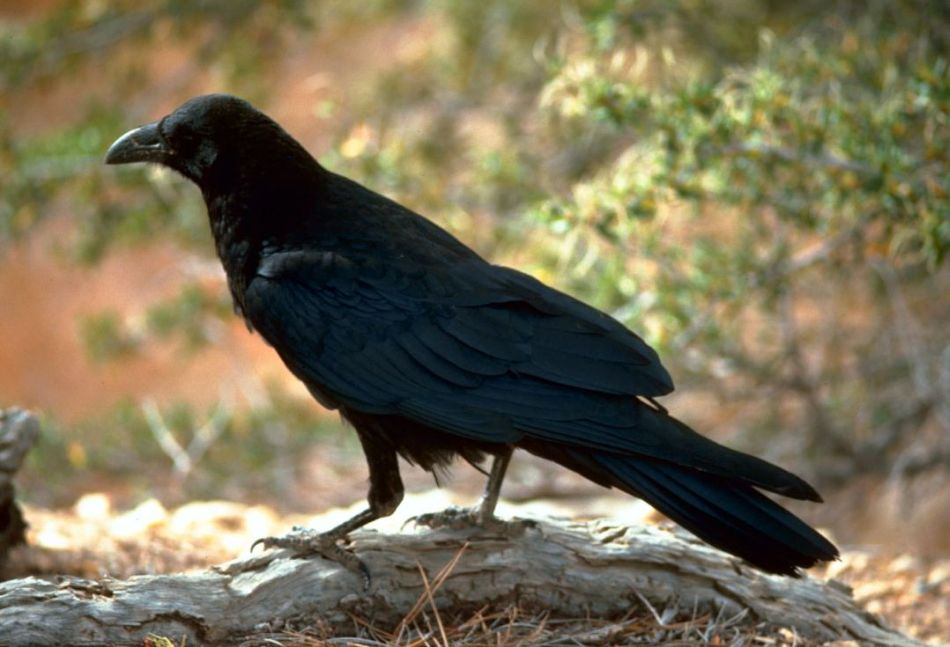
Круки є всеїдними

Всеї́дні (лат. omnivore чи лат. omniphage), або пантофа́ги — тварини, в типовому раціоні яких присутня їжа як рослинного, так і тваринного походження. Деякі з представників всеїдних можуть їсти падло. Всеїдних тварин неможливо віднести до конкретного трофічного виду, тому вважається, що такі організми представляють одразу декілька трофічних рівнів, а їхня участь у кожному з рівнів пропорційна складу їхньої дієти.

## Характеристики
Всеїдні тварини є важливою частиною харчового ланцюжка. Вони контролюють як популяції тварин, так і зростання рослинності. Всеїдні найбільш адаптивні з усіх видів і населяють широкий діапазон середовищ.
Для всеїдності тварини розвивають різні пристосування. Багато всеїдних тварин мають суміш гострих зубів (для роздирання м'язової тканини) і плоских молярів (для подрібнення рослинної їжі). Однак деякі всеїдні тварини, як кури, не мають зубів і ковтають їжу цілком. Всеїдним тваринам притаманний шлунок з однією або кількома камерами та спеціалізованим травним трактом, типово нездатним перетравлювати тверді тваринні рештки, що просто виводяться з організму.

## Всеїдні види

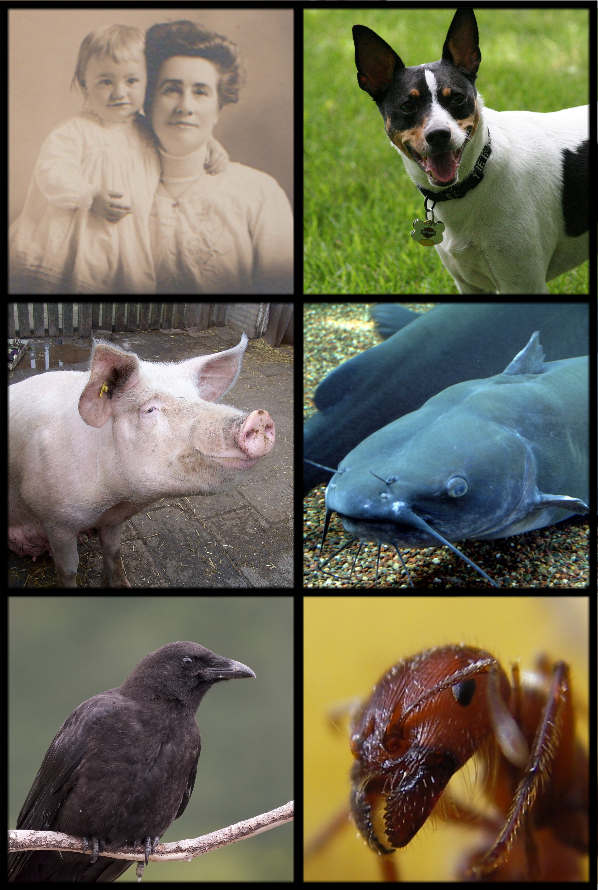
Приклади всеїдних тварин. Зліва направо: люди, собаки, свині, канальний сом, американська ворона, м'ясна мураха

Хоча існують випадки, коли травоїдні тварини харчуються м'ясом, а м'ясоїдні — рослинною їжею, класифікація «всеїдні» стосується адаптації та основного джерела їжі виду в цілому, тому ці винятки не роблять ні окремих тварин, ні вид в цілому всеїдними. Для того, щоб науково класифікувати «всеїдні» види, необхідно розглянути набір вимірних і релевантних критеріїв для розмежування між «всеїдними» та іншими категоріями. Деякі дослідники стверджують, що еволюція будь-якого виду від травоїдного до м'ясоїдного або від м'ясоїдного до травоїдного була б рідкісною, якби не проходила через проміжну стадію всеїдності.

### Ссавці
Різні ссавці є всеїдними в дикій природі, такі як гомініди, свині, борсуки, ведмеді, лисиці, носухи, цивети, їжаки, опосуми, скунси, двопалі лінивці, вивірки, ракуни, бурундуки, миші, хом'яки та пацюки.
Більшість видів ведмедів є всеїдними, але індивідуальний раціон може варіюватися від майже виключно травоїдного (гіпохижацтво) до майже виключно м'ясоїдного (гіперхижацтво), залежно від того, які джерела їжі доступні на місцевості та в певний сезон. Білі ведмеді класифікуються як хижаки, як таксономічно (вони належать до ряду хижі), так і поведінково (вони харчуються переважно м'ясоїдною їжею). Залежно від виду ведмедів, вони зазвичай віддають перевагу одному класу їжі, оскільки рослини та тварини перетравлюються по-різному.
Псові, зокрема вовки, собаки, динго і койоти, вживають деяку кількість рослинної їжі, але вони мають загальну перевагу й еволюційно пристосовані до м'яса. Водночас раціон гривастого вовка на 50 % складається з рослинної їжі. 
Як і більшість деревних видів, вивірки є переважно травоїдними тваринами, що харчуються горіхами та насінням. Однак, як і практично всі ссавці, білки охоче споживають і тваринну їжу, коли вона є доступною. Наприклад, сіра каролінська вивірка була інтродукована в деяких частинах Британії, континентальної Європи та Південної Африки. Її вплив на популяції гніздових птахів часто виступає серйозною проблемою через поїдання яєць і пташенят. 

### Інші види
Різні птахи є всеїдними, їхній раціон варіюється від ягід і нектару до комах, черв'яків, риби та дрібних гризунів. Прикладами можуть слугувати журавлі, казуари, кури, круки та інші воронові, кеа, пастушки та нанду. Крім того, деякі ящірки (наприклад, Microlophus albemarlensis), черепахи, риби (наприклад, піраньї та соми) і безхребетні є всеїдними. 